# Vlaška (Mladenovac)
Vlaška es una población rural de la municipalidad de Mladenovac, en el distrito de Belgrado, Serbia.

## Superficie
Posee una superficie de 30,01 kilómetros cuadrados.

## Demografía
Hasta 2011 la población era de 2440 habitantes, con una densidad de población de 81,31 habitantes por kilómetro cuadrado.